# Megan Amramová
Megan Amramová (* 3. září 1987 Portland) je americká scenáristka, producentka a performerka. Je známá především jako spoluscenáristka a producentka seriálu Dobré místo stanice NBC. Amramová také vytvořila komediální webový seriál An Emmy for Megan, který zobrazuje snahu Amramové získat cenu Emmy.

## Raný život a vzdělání
Amramová se narodila a vyrostla v Portlandu ve státě Oregon a je židovského původu. Žije v Los Angeles. Vzdělání získala na Catlin Gabel School a na Harvardově univerzitě, kterou absolvovala v roce 2010. Během studia na Harvardu Amramová napsala se svou spolubydlící a kamarádkou Alexandrou Petriovou dvě komediální show Hasty Pudding Theatricals. Dvacet let studovala hru na housle a v říjnu 2018 se objevila jako houslistka v epizodě sitcomu Dobré místo, na kterém se podílela jako scenáristka.
Má dvojče Aleca Amrama, který je oftalmologem.

## Kariéra
Dříve Amramová pracovala jako scenáristka na seriálech Transparent od Amazonu, Silicon Valley od HBO a na posledních třech sezónách komedie Parks and Recreation od NBC. V minulosti se podílela také na psaní scénářů pro seriály Childrens Hospital stanice Adult Swim, Simpsonovi stanice Fox a Kroll Show stanice Comedy Central, dále pro 83. a 90. ročník udílení cen Akademie, filmové ceny MTV 2012, Disney Channel a přispívala do pořadů Funny Or Die a Comedy Central Roasts. Její texty se objevily mimo jiné v časopisech The New Yorker, McSweeney's, Vulture, Vice Magazine a The Awl a její první kniha Science… For Her! vyšla v listopadu 2015 v nakladatelství Simon & Schuster.
Vedle spisovatelské práce se Amramová příležitostně pouští i do herectví, v roce 2011 se objevila v seriálu RuPaul's Drag U a v lednu 2019 v hudebním komediálním seriálu Crazy Ex-Girlfriend stanice The CW v epizodě nazvané I Need Some Balance.
V roce 2018 Amramová vytvořila, režírovala a napsala komediální webový seriál An Emmy for Megan, v němž zároveň ztvárnila hlavní roli a který zobrazuje snahu Amramové získat cenu Emmy splněním minimálních standardů pro získání nominace na cenu Emmy v kategorii vynikající herečka v krátkém komediálním nebo dramatickém seriálu. První řada byla nominována na dvě ceny Emmy, jednu v kategorii vynikající herečka v krátkém komediálním nebo dramatickém seriálu a jednu v kategorii vynikající herečka v krátkém komediálním nebo dramatickém seriálu pro Amramovou. Druhá série byla uvedena v květnu 2019 a byla nominována na dvě ceny Emmy: jednu v kategorii vynikající herečka v krátkém komediálním nebo dramatickém seriálu a jednu, pro Pattona Oswalta, v kategorii vynikající herec v krátkém komediálním nebo dramatickém seriálu.

## Kontroverze
V červnu 2020 se objevily tweety, v nichž Amramová pronášela antisemitské, homofobní a protiasijské americké vtipy. V jednom tweetu napsala: „Už není politicky korektní říkat ‚retardovaní‘, musíte jim říkat ‚asijští Američané‘.“. V dalším uvedla: „Kdybych měla stroj času, vrátila bych se v čase a zabila Hitlera a všechny Židy, cikány a homosexuály“.
Amramová se později ve svém prohlášení omluvila: „Mluvím ze srdce a snažím se co nejlépe sdělit svou upřímnou lítost. Hluboce se stydím a omlouvám se víc, než si vůbec dokážete představit.“.